# Hans-Werner Eroms
Hans-Werner Eroms (* 23. Juli 1938 in Hannover) ist ein deutscher Sprachwissenschaftler.

## Leben
Nach dem Abitur 1958 am Roswitha-Gymnasium Bad Gandersheim, dem Wehrdienst (1958–1959) und dem Studium (1959–1966) der Germanistik und Geschichte an den Universitäten Göttingen, München und Marburg erwarb er 1966 das Staatsexamen für das Lehramt an Gymnasien und 1968 die Promotion. Nach der Habilitation 1977 im Fach Deutsche Philologie: Deutsche Sprachwissenschaft war er von 1978 bis 1980 Professor für Deutsche Sprachwissenschaft an der Universität Münster und hatte von 1980 bis 2003 den Lehrstuhl für Deutsche Sprachwissenschaft an der Universität Passau inne.

## Schriften (Auswahl)
- Valenz, Kasus und Präpositionen. Untersuchungen zur Syntax und Semantik präpositionaler Konstruktionen in der deutschen Gegenwartssprache. Heidelberg 1981, ISBN 3-533-02978-6.
- Funktionale Satzperspektive. Tübingen 1986, ISBN 3-484-25131-X.
- Syntax der deutschen Sprache. Berlin 2000, ISBN 3-11-015666-0.
- Stil und Stilistik. Eine Einführung. Berlin 2014, ISBN 3-503-15554-6.